# Eneko Arieta
Eneko Arieta-Araunabeña Piedra (Durango, Vizcaya, 21 de agosto de 1933 - Galdácano, Vizcaya, 27 de diciembre de 2004), conocido como Arieta I, fue un futbolista español que jugaba como delantero. Militó casi la totalidad de su carrera deportiva en el Athletic Club de la Primera División de España, donde recaló desde el C. D. Getxo. En este club formó parte del llamado «equipo de los once aldeanos». Fue parte de una de los mejores delanteras del club junto a Artetxe, Markaida, Uribe y Gainza.
Tenía un hermano menor que también jugó en el club bilbaíno, Antón, conocido como Arieta II.

## Biografía

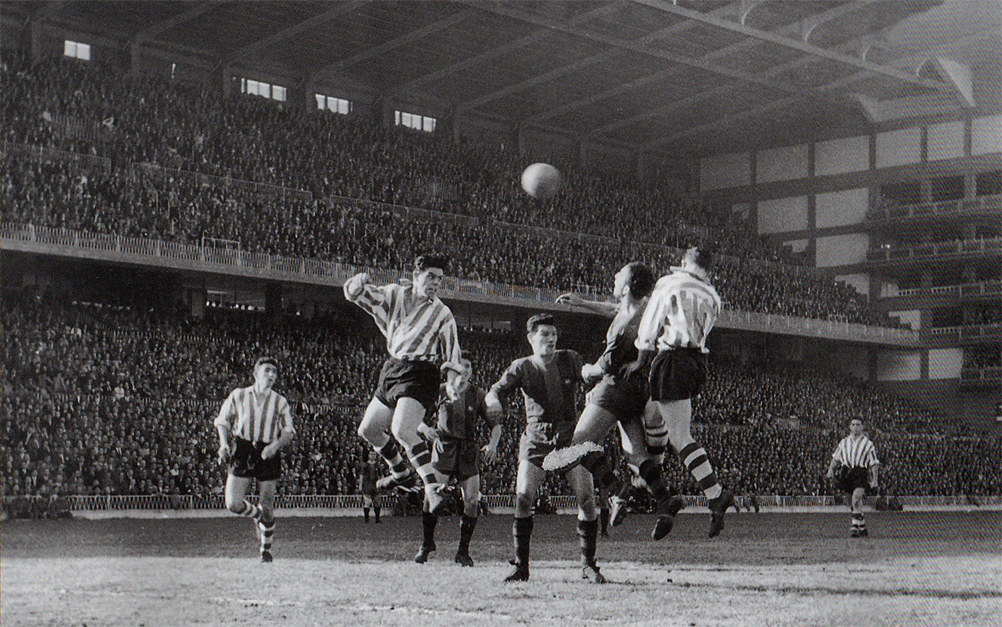
Eneko Arieta rematando de cabeza en un partido frente al F. C. Barcelona en San Mamés.

Eneko Arieta comenzó a jugar al fútbol en varios equipos de su pueblo, en Durango. Inicialmente lo hizo en los Maristas y los Jesuitas y, posteriormente, pasó a formar parte del Tavira, equipo con el que se consolidó en el puesto de delantero centro. Más tarde ascendió otro escalón en su carrera deportiva, al pasar a jugar en el Club Deportivo Guecho de Tercera División, desde donde recaló en al Athletic Club.
Arieta debutó con los rojiblancos en la temporada 1951-52, en un partido disputado ante el Real Gijón, que concluyó con el resultado de 4-2 favorable para los bilbaínos, dos de los cuatro tantos del Athletic fueron obra del propio Arieta. Durante sus dos primeras temporadas con el Athletic sus apariciones en el once rojiblanco fueron testimoniales, debido en gran parte a que coincidió con los últimos años de la «segunda delantera histórica», la cual estaba formada por cinco jugadores consolidados como Iriondo, Venancio, Zarra, Panizo y Gaínza. No fue hasta la temporada 1953/54 cuando Arieta pudo destacar en el equipo, la "segunda delantera histórica" daba sus últimos coletazos y los nuevos talentos como Arieta se hacían, cada vez más, con un hueco en el once inicial. En dicha temporada Arieta marcó 12 goles en 24 partidos de Liga, y en Copa anotó 5 tantos en solo 4 partidos.
La siguiente temporada fue crucial para Arieta, ya que con la llegada del nuevo entrenador Ferdinand Daučik, la plantilla sufrió una reestructuración y la "segunda delantera histórica" finalmente se disolvió. Esto dejó el paso libre a los jóvenes talentos como Arieta, qu, en aquella temporada de 1954/55, se consolidó como el sucesor de Zarra, habiendo marcado 20 goles en 28 partidos de Liga. Para poner la guinda a la temporada, Arieta conquistó la Copa del Rey. En las temporadas siguientes Arieta conquistó un título de liga y otros dos de copa, destacando el título de Copa del Rey de 1958 al vencer al Real Madrid C. F. de Di Stéfano, y en el que Arieta fue protagonista destacado al marcar el primero de los dos goles del partido.
Finalmente se retiró en 1966, habiendo estado 15 temporadas en el Athletic Club, en las que jugó 302 partidos y conquistó una liga y tres copas. Arieta se convirtió en uno de los delanteros más goleadores de la historia del Athletic al haber marcado 170 goles con el club, 136 de ellos en Liga.

## Selección nacional
Fue tres veces internacional con la selección española, logrando dos goles. El 17 de marzo de 1955 debutó con la selección española en una derrota por 1-2 ante Francia. Ese mismo año jugó dos partidos más, ante Suiza e Inglaterra, logrando un gol en cada partido.

## Palmarés
| Título                     | Club          | País   | Año     |
| -------------------------- | ------------- | ------ | ------- |
| Copa del Generalísimo      | Athletic Club | España | 1955    |
| Primera División de España | Athletic Club | España | 1955-56 |
| Copa del Generalísimo      | Athletic Club | España | 1956    |
| Copa del Generalísimo      | Athletic Club | España | 1958    |